# Reboursin
Reboursin là một xã ở tỉnh Indre khu vực trung bộ Pháp. Xã này có diện tích 12,72 km², dân số thời điểm năm 1999 là 98 người. Khu vực này có độ cao trung bình 100 mét trên mực nước biển.